# Lamborghini Cheetah
El Lamborghini Cheetah fue un prototipo de vehículo todoterreno construido en 1977. Fue el primer intento de vehículo todoterreno de Lamborghini, construido por la empresa Mobility Technology International (MTI). 

## Desarrollo, diseño y características
Fue construido con un contrato de Mobility Technology International, que a su vez fue contratada por el ejército de Estados Unidos para diseñar y construir un nuevo vehículo todoterreno. La base del diseño vino de MTI, y fue en gran parte una copia del prototipo XR311 de FMC desarrollado para el ejército en 1970. Esto dio lugar a una acción legal de FMC contra MTI y Lamborghini en 1977, cuando el Cheetah fue presentado en el Salón del Automóvil de Ginebra. El XR311 y el Cheetah pueden ser considerados progenitores del actual Humvee. 
El Cheetah fue construido en San José, California. Después de la construcción inicial, el prototipo fue enviado a Sant'Agata para que Lamborghini pudiera darle los últimos toques. Decidieron instalar un gran motor Chrysler V8 de 5,9 L (5898 cc) impermeabilizado, con 183 CV de potencia y montado en la parte trasera. Fue utilizada una transmisión automática de 3 velocidades. La carrocería era de fibra de vidrio, y dentro había suficiente espacio para cuatro soldados totalmente equipados, así como el conductor. 
El montaje del motor en la parte trasera dio al Cheetah muy pobres características de conducción, y el motor elegido no era lo suficientemente potente para adecuarse a este vehículo pesado (2042 kg), dando como resultado total malas prestaciones. El Cheetah podía acelerar de 0 a 100 km/h en 9,0 segundos, y podía alcanzar distintas velocidades en la carretera y en la arena; en carretera su velocidad máxima era de 167 km/h, y en la arena su velocidad máxima era de 140 km/h.
El ejército de Estados Unidos probó el Cheetah y supuestamente destruyó el único prototipo. Los restos "dañados" nunca fueron devueltos a Lamborghini o a MTI.
Al final, el contrato militar fue concedido a AM General y su similar HMMWV.
El relativo fracaso del proyecto del Cheetah y los problemas financieros de Lamborghini, llevaron a la cancelación de un contrato de BMW para desarrollar su M1.
Tras fracasar el proyecto del Cheetah, Lamborghini desarrolló otro prototipo de vehículo todoterreno basado en el Cheetah, el LM001; posteriormente desarrolló otros prototipos de vehículos todoterreno, hasta que finalmente desarrolló el Lamborghini LM002, un diseño parecido al del Cheetah, pero con un motor de 12 cilindros del Lamborghini Countach montado en la parte delantera.

## Opciones (lista parcial)
- Kit de la parte superior y puertas.
- Kit de turbocompresor.
- Kit de cabrestante eléctrico.
- Kit de vehículo de policía.
- Kit de la parte superior blindado (Kevlar).
- Depósito de combustible y radiador blindados (armas cortas).
- Kit de montaje de armas.